# ヘレミア・レコバ
ヘレミア・レコバ（Jeremía Recoba, 2003年10月8日 - ）は、イタリア・コモ出身のプロサッカー選手。UDラス・パルマス所属。ポジションはミッドフィールダー、フォワード。
父親はインテル・ミラノやウルグアイ代表で活躍したアルバロ・レコバ。

## 経歴

### 幼少期
父親のアルバロがインテル・ミラノに所属していた2003年に、コモで生まれた。母親はイタリア系ウルグアイ人である。異母兄のフリオも元プロサッカー選手であった。
スペイン語で「ヘレミア」の一般的な綴りは「Jeremías」であるが、アルバロは出生届の表記を間違ってしまった。

### クラブ

#### クルブ・ナシオナル
ダヌービオの下部組織に所属していたが、2021年に（アルバロがアシスタント・コーチを務めている）クルブ・ナシオナルへと移った。これは、アルバロが1996年に辿った道と同じである。2023年9月、単年でクラブと初のプロ契約を交わした。
10月29日、コパ・AUF・ウルグアイのポテンシア戦でプロデビューし、4-0で勝利した。2024年2月17日、2024シーズン開幕節のリーベル・プレート戦で、マウリシオ・ペレイラとの交代で82分からピッチに立ちし、プリメーラ・ディビシオン初出場。2月28日、コパ・リベルタドーレスのプエルト・カベージョ（ベネズエラ）戦でプロ初先発。
2024年4月20日、ホームで迎えたランプラ・ジュニオルス戦でプリメーラ・ディビシオン初ゴールを挙げ、この試合ではアシストも記録した。4日後には、コパ・リベルタドーレスのデポルティーボ・タチラ（ベネズエラ）戦でもゴールを挙げ、憧れの選手のひとりでもあるルイス・スアレスから活躍を称えるコメントが寄せられた。

#### ラス・パルマス
2025年7月19日、スペインのラス・パルマスに3年契約（+1年の延長オプション）で移籍。ラス・パルマスはレコバの保有権の50 %を750,000ドルで買い取り、クラブがラ・リーガに昇格した場合、あるいは契約満了前にレコバを売却した場合、残りの750,000ドルがクルブ・ナシオナルに支払われると報じられている。

### 代表
ウルグアイとイタリアの代表資格を有しており、ウルグアイ代表としてプレイすることを望んでいると表明している。

## 個人成績
| 国内大会個人成績 | 国内大会個人成績 | 国内大会個人成績 | 国内大会個人成績 | 国内大会個人成績 | 国内大会個人成績 | 国内大会個人成績 | 国内大会個人成績 | 国内大会個人成績 | 国内大会個人成績 | 国内大会個人成績 | 国内大会個人成績 |
| 年度             | クラブ           | 背番号           | リーグ           | リーグ戦         | リーグ戦         | リーグ杯         | リーグ杯         | オープン杯       | オープン杯       | 期間通算         | 期間通算         |
| 年度             | クラブ           | 背番号           | リーグ           | 出場             | 得点             | 出場             | 得点             | 出場             | 得点             | 出場             | 得点             |
| ウルグアイ       | ウルグアイ       | ウルグアイ       | ウルグアイ       | リーグ戦         | リーグ戦         | リーグ杯         | リーグ杯         | オープン杯       | オープン杯       | 期間通算         | 期間通算         |
| ---------------- | ---------------- | ---------------- | ---------------- | ---------------- | ---------------- | ---------------- | ---------------- | ---------------- | ---------------- | ---------------- | ---------------- |
| 2023             | ナシオナル       | 66               | プリメーラ       | 0                | 0                | -                | -                | 1                | 0                | 1                | 0                |
| 2024             | ナシオナル       | 18               | プリメーラ       | 30               | 7                | -                | -                | 4                | 1                | 34               | 8                |
| 2025             | ナシオナル       | 18               | プリメーラ       | 21               | 4                | -                | -                | 0                | 0                | 21               | 4                |
| スペイン         | スペイン         | スペイン         | スペイン         | リーグ戦         | リーグ戦         | 国王杯           | 国王杯           | オープン杯       | オープン杯       | 期間通算         | 期間通算         |
| 2025-26          | ラス・パルマス   |                  | セグンダ         |                  |                  |                  |                  | -                | -                |                  |                  |
| 通算             | ウルグアイ       | ウルグアイ       | プリメーラ       | 51               | 11               | -                | -                | 5                | 1                | 56               | 12               |
| 通算             | スペイン         | スペイン         | セグンダ         |                  |                  |                  |                  | -                | -                |                  |                  |
| 総通算           | 総通算           | 総通算           | 総通算           | 51               | 11               | 0                | 0                | 5                | 1                | 56               | 12               |